# Ivanivka (Novohnide), Sînelnîkove
Ivanivka (în ucraineană Іванівка) este un sat în comuna Novohnide din raionul Sînelnîkove, regiunea Dnipropetrovsk, Ucraina.

## Demografie
Componența lingvistică a localității Ivanivka
     Ucraineană (78,46%)
     Rusă (20%)
     Română (1,54%)
Conform recensământului din 2001, majoritatea populației localității Ivanivka era vorbitoare de ucraineană (78,46%), existând în minoritate și vorbitori de rusă (20%) și română (1,54%).